# Rod Serling
Rodman Edward "Rod" Serling (født 25. december 1924, død 28. juni 1975) var en amerikansk manuskriptforfatter, dramatiker, tv-producent og stemmelægger kendt for sine live-tvdramaer fra 1950'erne og sin science-fiction antologi tv-serie, The Twilight Zone . Serling var aktiv i politik, både på og uden for skærmen, og hjalp til med at danne tv-industristandarder. Han blev kendt som Hollywoods "angry young man", som kolliderede med tv-chefer og sponsorer over en lang række spørgsmål, herunder censur, racisme og krig.